# 2015년 덴마크 유럽 연합 옵트 아웃 국민투표
2015년 덴마크 유럽 연합 옵트 아웃 국민투표는 2015년 12월 3일에 유럽 연합의 가정과 사법에 관한 덴마크의 옵트 아웃 권한을 변경할 지의 여부를 묻기 위해 실시된 덴마크에서 실시된 국민투표이다. 이 국민투표는 덴마크가 영국, 아일랜드와 함께 부여한 유럽 연합의 가정과 사법에 관한 옵트 아웃 권한을 변경할 것인지의 여부, 덴마크가 새로운 규정하의 유럽 형사 경찰 기구(유로폴)에 잔류할 것인지를 묻는 국민투표이다.
좌파당, 사회민주당, 보수인민당, 대안당, 사회자유당, 사회인민당이 찬성 진영을 주도했으며 덴마크 인민당, 자유동맹, 적녹동맹, 반EU 국민 운동, 청년보수당은 반대 진영을 주도했다. 투표 결과 찬성 46.89%, 반대 53.11%로 부결되었다.

## 결과
| 2015년 덴마크 유럽 연합 옵트 아웃 국민투표 | 2015년 덴마크 유럽 연합 옵트 아웃 국민투표 | 2015년 덴마크 유럽 연합 옵트 아웃 국민투표 | 2015년 덴마크 유럽 연합 옵트 아웃 국민투표 |
| 선택                                       | 득표수                                     | 득표율                                     |                                            |
| ------------------------------------------ | ------------------------------------------ | ------------------------------------------ | ------------------------------------------ |
| 반대                                       | 1,558,437                                  | 53.11%                                     |                                            |
| 찬성                                       | 1,375,862                                  | 46.89%                                     |                                            |
| 유효표                                     | 2,934,299                                  | 98.13%                                     |                                            |
| 무효표                                     | 55,962                                     | 1.87%                                      |                                            |
| 총 득표수                                  | 2,990,261                                  | 100.00%                                    |                                            |
| 등록된 유권자 수/투표율                    | 4,153,041                                  | 72.00%                                     |                                            |
| 출처: 덴마크 통계청                        |                                            |                                            |                                            |